# Portrait d'Étienne Maurice Falconet
Le buste du sculpteur Étienne Maurice Falconet est une oeuvre sculptée par Marie-Anne Collot (Paris, 1748-Nancy, 1821), élève et belle-fille du modèle.

## Sculpture originale
Ce buste est le plâtre original d'une commande de la tsarine Catherine II de Russie en 1767. Il est considéré comme un des plus beaux du XVIIIe siècle. L'expression du personnage est pleine de vie. Il a été légué en 1866 au musée de Nancy par la baronne Marie-Lucie de Jankowitz, fille de l'artiste. 

## Reproductions
Cette œuvre a connu beaucoup de succès et plusieurs exemplaires en plâtre ont été moulés à partir de ce modèle. Une des copies en plâtres a été envoyée à Diderot, ami de Falconet. 
Le marbre sculpté à partir de ce modèle est conservé au musée de l'Ermitage de Saint-Pétersbourg.
Une autre version en bronze, coulée en 1928, est conservée au musée des Beaux-Arts de Nancy.